# Coliseum da Coruña
Coliseum da Coruña is een overdekte arena voor concerten en shows in de Spaanse stad A Coruña, Galicië. De arena heeft een capaciteit van zo’n 11.000 mensen. De arena werd ontworpen door de Japanse architect Arata Isozaki, is gebouwd in 1990 en opende op 12 augustus 1991. De arena werd af en toe ook gebruikt voor schaatsen en het houden van stierengevechten.
In de arena werd tweemaal de Copa del Rey de Baloncesto georganiseerd: in 1993 en 2016. 